# Швајцарска национална хокејашка лига
Национална лига је по рангу највиша лига хокеја на леду у Швајцарској.

## Историја
Лига је основана 1937. године. Данашњи назив носи од 2017. године. Највише титула је до сада освојио Давос који је тридесет пута био првак Швајцарске.

## Формат такмичења
Током регуларног дела сезоне сваки клуб одигра по 50 утакмица. Првих осам клубова пласира се у плеј-оф и игра за првака државе. У плеј-офу се игра на четири добијена меча. Екипе од 9-12 места играју плеј-аут.

## Клубови у сезони 2019/20.
| Клуб                    | Град      | Арена                             | Капацитет |
| ----------------------- | --------- | --------------------------------- | --------- |
| Амбри-Пиота             | Амбри     | Арена Валаскиа                    | 6.500     |
| Берн                    | Берн      | Пост Финанс арена                 | 17.031    |
| Бил                     | Бил/Бјен  | Тисо арена                        | 6.521     |
| Давос                   | Давос     | Вајлант арена                     | 6.800     |
| Фрибур Готерон          | Фрибур    | БЦФ арена                         | 6.500     |
| Женева-Сервет           | Женева    | Дворана де Вернет                 | 7.135     |
| Лозана                  | Лозана    | Во арена                          | 9.600     |
| Лугано                  | Лугано    | Aрена Ресега                      | 7.800     |
| Раперсвил-Јона лејкерси | Раперсвил | Санкт Гален Кантоналнабанка арена | 6.200     |
| Лангнау тајгерси        | Лангнау   | Илфис стадион                     | 6.000     |
| Цуг                     | Цуг       | Босард арена                      | 7.200     |
| Цирих лајонси           | Цирих     | Хеленстадион                      | 11.200    |

## Шампиони
| - 2019 - Берн - 2018 - Цирих лајонси - 2017 - Берн - 2016 - Берн - 2015 - Давос - 2014 - Цирих лајонси - 2013 - Берн - 2012 - Цирих лајонси - 2011 - Давос - 2010 - Берн - 2009 - Давос - 2008 - Цирих лајонси - 2007 - Давос - 2006 - Лугано - 2005 - Давос - 2004 - Берн - 2003 - Лугано - 2002 - Давос - 2001 - Цирих лајонси - 2000 - Цирих лајонси - 1999 - Лугано - 1998 - Цуг - 1997 - Берн - 1996 - Клотен флајерси - 1995 - Клотен флајерси - 1994 - Клотен флајерси - 1993 - Клотен флајерси - 1992 - Берн | - 1991 - Берн - 1990 - Лугано - 1989 - Берн - 1988 - Лугано - 1987 - Лугано - 1986 - Лугано - 1985 - Давос - 1984 - Давос - 1983 - Бил - 1982 - Ароса - 1981 - Бил - 1980 - Ароса - 1979 - Берн - 1978 - Бил - 1977 - Берн - 1976 - Лангнау тајгерси - 1975 - Берн - 1974 - Берн - 1973 - Шо де Фон - 1972 - Шо де Фон - 1971 - Шо де Фон - 1970 - Шо де Фон - 1969 - Шо де Фон - 1968 - Шо де Фон - 1967 - Клотен флајерси - 1966 - Грасхопер-клуб Цирих - 1965 - Берн | - 1964 - Виларс - 1963 - Виларс - 1962 - Висп - 1961 - Цирих лајонси - 1960 - Давос - 1959 - Берн - 1958 - Давос - 1957 - Ароса - 1956 - Ароса - 1955 - Ароса - 1954 - Ароса - 1953 - Ароса - 1952 - Ароса - 1951 - Ароса - 1950 - Давос - 1949 - Цирих лајонси - 1948 - Давос - 1947 - Давос - 1946 - Давос - 1945 - Давос - 1944 - Давос - 1943 - Давос - 1942 - Давос - 1941 - Давос - 1940 - нема победника - 1939 - Давос - 1938 - Давос - 1937 - Давос |

## Успешност тимова
| Клуб                 | Број титула |
| -------------------- | ----------- |
| Давос                | 31          |
| Берн                 | 16          |
| Ароса                | 9           |
| Цирих лајонси        | 9           |
| Лугано               | 7           |
| Шо де Фон            | 6           |
| Клотен флајерси      | 5           |
| Бил                  | 3           |
| Виларс               | 2           |
| Висп                 | 1           |
| Грасхопер-клуб Цирих | 1           |
| Лангнау тајгерси     | 1           |
| Цуг                  | 1           |